# Frank Claussen
Frank Claussen (født 19. marts 1976 i Stavanger) er en norsk heavy metalguitarist. Fra 1997 til 2010 var han medlem af den norske gothic metalband Theatre of Tragedy, og han udgav seks studiealbums, et livealbum og flere EP'er med dem.

## Diskografi

### Med Theatre of Tragedy
- Aégis (1998)
- Musique (2000)
- Closure: Live - Live (2001)
- Inperspective - Compilation EP (2001)
- Assembly (2002)
- Two Originals - Compilation (2003)
- Storm (2006)
- Forever Is the World(2009)
- Addenda-EP (2010)

### Singler
- "Cassandra" (1998)
- "Image" (2000)
- "Machine" (2001)
- "Let You Down" (2002)
- "Envision" (2002)
- "Storm" (2006)
- "Addenda" (2010)